# Arto Paragamian
Arto Paragamian és un director i escriptor de cinema canadenc conegut per Two Thousand and None (2000), Because Why (1993) i Cosmos (1996). Mentre estudiava a la Universitat de Concordia, Paragamian va guanyar el premi Norman McLaren (aleshores el millor premi de cinema estudiantil canadenc) durant dos anys consecutius amb A Fish Story (1987) i Across the Street (1988).